# Абдрахманов, Серик Абдрахманович
Серик Абдрахманович Абдрахманов (каз. Серік Әбдірахманұлы Әбдірахманов; род. 8 мая 1951 года) — советский казахстанский комсомольский, государственный и хозяйственный деятель.

## Биография
Родился в селе Жаланаш Кегенского района Алма-Атинской области. Происходит из рода бозым племени албан Старшего жуза.
В 1965 году вступил в комсомол.
В 1973 году окончил Джамбулский гидромелиоративно-строительный институт по специальности «инженер-строитель».
В 1982 году окончил Алма-Атинскую высшую партийную школу по специальности «политолог».
В 1973—1981 годах работает в Алма-Ате в системе ЛКСМ Казахстана. Занимает должности инструктора и заместителя заведующего отделом Алма-Атинского горкома, заведующего отделом Алма-Атинского обкома, заведующего отделом ЦК ЛКСМ Казахстана, секретарём Советского райкома, первым секретарём Алма-Атинского горкома ЛКСМ Казахстана.
В 1981—1987 годах — первый секретарь ЦК ЛКСМ Казахстана.
После выхода из комсомольского возраста работал главным строителем Алма-Атинского домостроительного комбината.
В 1990-91 годах работал заместителем председателя Алма-Атинского горисполкома.
В 1991—1992 годах — советник Президента Республики Казахстан.
В 1992—1994 годах — президент Международного Экологического Фонда «Елім-ай».
В 1994—1995 годах — депутат Верховного Совета РК.
В 1995—1999 годах — президент МЭФ «Елім-ай».
С 1999 по 2007 год — депутат Мажилиса Парламента Республики Казахстан.
С 2007 года — президент Конфедерации труда Казахстана.
Делегат 14, 15, 16-го съездов комсомола Казахстана, 19, 20-го съездов ВЛКСМ.

## Депутатская работа
Депутат Верховного Совета КазССР 10, 11, 12, созывов, депутат Верховного Совета Республики Казахстан 13 созыва, депутат Мажилиса Парламента Республики Казахстан второго и третьего созывов.

## Награды
Награждён орденами «Парасат», Дружбы народов, «Знак Почёта», медалями, Почётной грамотой Верховного Совета Казахской ССР, Знаком ЦК ВЛКСМ «За активную работу в комсомоле».